# Metoda QFD
Metoda QFD (ang. Quality Function Deployment) – metoda identyfikowania wartości dla konsumentów i przekładania ich na cechy produktu/usługi przy wprowadzaniu nowych produktów na rynek.
Takie podejście, oparte na współpracy między działami produkcyjnymi i marketingowymi oraz badań i rozwoju, pozwala na dogłębne zrozumienie potrzeb konsumenta, zanim zostaną wygenerowane rozwiązania inżynieryjne.
Plusem metody jest oszczędność na etapie kosztochłonnego testowania produktu (wyeliminowanie niepotrzebnych prototypów, ograniczenie testowania i sprawdzania rozwiązań w praktyce), dzięki wcześniejszemu dopracowaniu koncepcji produktu.
Kolejna przewaga tej metody to skoncentrowanie się na generowaniu wartości dodanej dla konsumenta.
Ograniczeniem metody może być rozciągnięcie w czasie czasochłonnego etapu projektowania.

## Etapy
1. Generowanie atrybutów produktu pożądanych przez konsumenta (customer attributes – CA) ze szczególnym naciskiem na opisy wymagań konsumenckich, które mogą wpłynąć na oczekiwania wobec zespołu inżynierów.
Na tym etapie opisywanie pożądanych cech opis produktu/usługi odbywa się w języku konsumenta (Voice of the customer VOC) np. bezpieczne, naturalne, chrupiące, powinien być możliwie szeroki oraz wyrażony w kategoriach pozytywnych (bez sformułowań jaki produkt nie powinien być i bez oceny obecnej wersji produktu).
Zawężeniem opisu jest ocena, czy dana cecha:
- jest niezbędna – często są to wymagania prawne np. w przemyśle farmaceutycznym czy branży alkoholowej, niezależne od designu
- jest preferowana i uznana za ważny wyróżnik
- jest dodatkowym elementem, który warto byłoby zawrzeć

W zawężaniu dwóch ostatnich kategorii często stosuje się rankingowanie (określenie przez konsumenta ważności atrybutu na tle innych wymienionych w skali numerycznej) w ocenie zaproponowanych cech produktu.
Na listę atrybutów nakłada się także już istniejące wyróżniki i przewagi konkurencyjne danego produktu na tle kategorii (benchmarking). Nie powinno być to jednak główne ograniczenie, a bardziej szansa na wzmocnienie istniejących już przewag rynkowych.
2. Przekształcenie atrybutów konsumenta na atrybuty techniczne (engineering attributes – EA) tak, aby dostosować specyfikację techniczną, technologię i parametry produkcji.
Na tym etapie do pożądanych cech wyrażonych słowami konsumenta zostają przypisane mierzalne wartości np. cecha chrupkie zostaje opisana i wyrażona w skali chrupkości, w analizie tekstury itd.
Wartość dodania poszczególnej cechy jest wyceniona przez obliczenie funkcjonalności i jej wpływu na cenę, opłacalności wykorzystania zasobów, koszt inwestycji w innowacje. Na postrzeganą przez konsumenta listę pożądanych charakterystyk nakładana jest stopa potencjalnego zwrotu z inwestycji i czasu, w którym zostanie ona wygenerowana.
Ponieważ wszystkie te prace koncepcyjne są wykonywane na papierze (macierze funkcjonalność vs koszt techniczny), łatwiej jest podejmować decyzje dotyczące pogłębionych testów pilotażowych czy tworzenia kosztochłonnych prototypów. Niższa jest bariera wycofania się z decyzji o wprowadzeniu nowego produktu.